# Émile Lisbonne
Pour les articles homonymes, voir Lisbonne (homonymie).
Émile Lisbonne est un homme politique français né à Nyons le 20 juin 1876 et décédé le 21 décembre 1947, fils d'Eugène Lisbonne, avocat et sénateur de l'Hérault.

## Biographie
Issu d'une famille d'avocats héraultais, il intègre la faculté de droit d'Aix-en-Provence, puis de Paris, après avoir passé ses années de lycée à Avignon.

## Carrière
- Conseiller général du canton de Buis les Baronnies (Drôme).
- Sénateur radical-socialiste de la Drôme de 1924 à 1939[1].
- Ministre de la Santé Publique du 26 octobre au 26 novembre 1933 dans le gouvernement Albert Sarraut (1);
- Ministre de la Santé publique du 30 janvier au 9 février 1934 dans le gouvernement Édouard Daladier (2).
- Vice-président du parti radical-socialiste Camille Pelletan sous le Front populaire.

## Sources